# Western & Southern Open 2020
Western & Southern Open 2020 var den 119:e upplagan för herrar och den 92:a upplagan för damer av Western & Southern Open, en tennisturnering i USA. Turneringen var en del av Masters 1000 på ATP-touren 2020 och spelades utomhus på hard court mellan den 22–29 augusti 2020.

## Mästare

### Herrsingel
- Novak Djokovic besegrade  Milos Raonic, 1–6, 6–3, 6–4

### Damsingel
- Viktoryja Azaranka besegrade  Naomi Osaka genom walkover.

### Herrdubbel
- Pablo Carreño Busta /  Alex de Minaur besegrade  Jamie Murray /  Neal Skupski, 6–2, 7–5

### Damdubbel
- Květa Peschke /  Demi Schuurs besegrade  Nicole Melichar /  Xu Yifan, 6–1, 4–6, [10–4]